# Lijst van afleveringen van The L Word
Dit is een lijst met afleveringen van de Amerikaanse televisieserie The L Word. De serie telt 6 seizoenen. Met uitzondering van de pilot beginnen alle afleveringen met de letter L.

## Seizoen 1
| Nr. | Titel aflevering | Regisseur        | Schrijver        | Uitzenddatum VS  |
| --- | ---------------- | ---------------- | ---------------- | ---------------- |
| 1   | Pilot            | Rose Troche      | Ilene Chaiken    | 18 januari 2004  |
| 2   | Let's Do It      | Rose Troche      | Susan Miller     | 25 januari 2004  |
| 3   | Longing          | Lynne Stopkewich | Angela Robinson  | 1 februari 2004  |
| 4   | Lies, Lies, Lies | Clement Virgo    | Josh Senter      | 8 februari 2004  |
| 5   | Lawfully         | Dan Minahan      | Rose Troche      | 15 februari 2004 |
| 6   | Losing It        | Clement Virgo    | Guinevere Turner | 22 februari 2004 |
| 7   | L'Ennui          | Tony Goldwyn     | Ilene Chaiken    | 29 februari 2004 |
| 8   | Listen Up        | Kari Skogland    | Mark Zakarin     | 7 maart 2004     |
| 9   | Luck, Next Time  | Rose Troche      | Rose Troche      | 14 maart 2004    |
| 10  | Liberally        | Mary Harron      | Ilene Chaiken    | 21 maart 2004    |
| 11  | Looking Back     | Rose Troche      | Guinevere Turner | 28 maart 2004    |
| 12  | Locked Up        | Lynne Stopkewich | Ilene Chaiken    | 4 april 2004     |
| 13  | Limb from Limb   | Tony Goldwyn     | Ilene Chaiken    | 11 april 2004    |

## Seizoen 2
| Nr. | Titel aflevering    | Regisseur        | Schrijver        | Uitzenddatum VS  |
| --- | ------------------- | ---------------- | ---------------- | ---------------- |
| 1   | Life, Loss, Leaving | Dan Minahan      | Ilene Chaiken    | 20 februari 2005 |
| 2   | Lap Dance           | Lynne Stopkewich | Ilene Chaiken    | 27 februari 2005 |
| 3   | Loneliest Number    | Rose Troche      | Lara Spotts      | 6 maart 2005     |
| 4   | Lynch Pin           | Lisa Cholodenko  | Ilene Chaiken    | 13 maart 2005    |
| 5   | Labyrinth           | Burr Steers      | Rose Troche      | 20 maart 2005    |
| 6   | Lagrimas de Oro     | Jeremy Podeswa   | Guinevere Turner | 27 maart 2005    |
| 7   | Luminous            | Ernest Dickerson | Ilene Chaiken    | 3 april 2005     |
| 8   | Loyal               | Alison Maclean   | A.M. Homes       | 10 april 2005    |
| 9   | Late, Later, Latent | Tony Goldwyn     | David Stenn      | 17 april 2005    |
| 10  | Land Ahoy           | Tricia Brock     | Ilene Chaiken    | 24 april 2005    |
| 11  | Loud & Proud        | Rose Troche      | Elizabeth Hunter | 1 mei 2005       |
| 12  | L'Chaim             | John Curran      | Ilene Chaiken    | 8 mei 2005       |
| 13  | Lacuna              | Ilene Chaiken    | Ilene Chaiken    | 15 mei 2005      |

## Seizoen 3
| Nr. | Titel aflevering                   | Regisseur        | Schrijver     | Uitzenddatum VS  |
| --- | ---------------------------------- | ---------------- | ------------- | ---------------- |
| 1   | Labia Majora                       | Rose Troche      | Ilene Chaiken | 8 januari 2006   |
| 2   | Lost Weekend                       | Bille Eltringham | A.M. Homes    | 15 januari 2006  |
| 3   | Lobsters                           | Bronwen Hughes   | Ilene Chaiken | 22 januari 2006  |
| 4   | Light My Fire                      | Lynne Stopkewich | Cherien Dabis | 29 januari 2006  |
| 5   | Lifeline                           | Kimberly Peirce  | Ilene Chaiken | 5 februari 2006  |
| 6   | Lifesize                           | Tricia Brock     | Adam Rapp     | 12 februari 2006 |
| 7   | Lone Star                          | Frank Pierson    | EZgirl        | 19 februari 2006 |
| 8   | Latecomer                          | Angela Robinson  | Ilene Chaiken | 26 februari 2006 |
| 9   | Lead, Follow or Get Out of the Way | Moises Kaufman   | Ilene Chaiken | 5 maart 2006     |
| 10  | Losing the Light                   | Rose Troche      | Rose Troche   | 12 maart 2006    |
| 11  | Lest we forget                     | Allison Anders   | Ilene Chaiken | 19 maart 2006    |
| 12  | Left Hand of the Goddess           | Ilene Chaiken    | Ilene Chaiken | 26 maart 2006    |

## Seizoen 4
| Nr. | Titel aflevering         | Regisseur       | Schrijver           | Uitzenddatum VS  |
| --- | ------------------------ | --------------- | ------------------- | ---------------- |
| 1   | Legend in the Making     | Bronwen Hughes  | Ilene Chaiken       | 7 januari 2007   |
| 2   | Livin' La Vida Loca      | Marleen Gorris  | Alexandra Kondracke | 14 januari 2007  |
| 3   | Lassoed                  | Tricia Brock    | Ilene Chaiken       | 21 januari 2007  |
| 4   | Layup                    | Jessica Sharzer | Elizabeth Ziff      | 28 januari 2007  |
| 5   | Lez Girls                | John Stockwell  | Ilene Chaiken       | 4 februari 2007  |
| 6   | Luck Be a Lady           | Angela Robinson | Angela Robinson     | 11 februari 2007 |
| 7   | Lesson Number One        | Moises Kaufman  | Ariel Schrag        | 18 februari 2007 |
| 8   | Lexington & Concord      | Jamie Babbit    | Ilene Chaiken       | 25 februari 2007 |
| 9   | Lacy Lilting Lyrics      | Bronwen Hughes  | Cherien Dabis       | 4 maart 2007     |
| 10  | Little Boy Blue          | John Stockwell  | Elizabeth Ziff      | 11 maart 2007    |
| 11  | Literary License To Kill | John Stockwell  | Ilene Chaiken       | 18 maart 2007    |
| 12  | Long Time Coming         | Ilene Chaiken   | Ilene Chaiken       | 25 maart 2007    |

## Seizoen 5
| Nr. | Titel aflevering             | Regisseur       | Schrijver           | Uitzenddatum VS  |
| --- | ---------------------------- | --------------- | ------------------- | ---------------- |
| 1   | LGB Tease                    | Angela Robinson | Ilene Chaiken       | 6 januari 2008   |
| 2   | Look Out, Here They Come!    | Jamie Babbit    | Cherien Dabis       | 13 januari 2008  |
| 3   | Lady of the Lake             | Tricia Brock    | Ilene Chaiken       | 20 januari 2008  |
| 4   | Let's Get This Party Started | Angela Robinson | Elizabeth Ziff      | 27 januari 2008  |
| 5   | Lookin' at You Kid           | John Stockwell  | Angela Robinson     | 3 februari 2008  |
| 6   | Lights! Camera! Action!      | Ilene Chaiken   | Ilene Chaiken       | 10 februari 2008 |
| 7   | Lesbians Gone Wild           | Angela Robinson | Elizabeth Ziff      | 17 februari 2008 |
| 8   | Lay Down the Law             | Leslie Libman   | Alexandra Kondracke | 24 februari 2008 |
| 9   | Liquid Heat                  | Rose Troche     | Ilene Chaiken       | 2 maart 2008     |
| 10  | Lifecycle                    | Angela Robinson | Angela Robinson     | 9 maart 2008     |
| 11  | Lunar Cycle                  | Bob Aschmann    | Ilene Chaiken       | 16 maart 2008    |
| 12  | Loyal and True               | Ilene Chaiken   | Ilene Chaiken       | 23 maart 2008    |

## Seizoen 6
| Nr. | Titel aflevering             | Regisseur       | Schrijver     | Uitzenddatum VS  |
| --- | ---------------------------- | --------------- | ------------- | ---------------- |
| 1   | Long Nights Journey Into Day | Ilene Chaiken   | Ilene Chaiken | 18 januari 2009  |
| 2   | Least Likely                 | Rose Troche     |               | 25 januari 2009  |
| 3   | LMFAO                        | Angela Robinson |               | 1 februari 2009  |
| 4   | Leaving Los Angeles          | Rose Troche     |               | 8 februari 2009  |
| 5   | Litmus Test                  | Angela Robinson |               | 15 februari 2009 |
| 6   | Lactose Intolerant           | John Stockwell  |               | 22 februari 2009 |
| 7   | Last Couple Standing         | Rose Troche     |               | 1 maart 2009     |
| 8   | Last Word                    | Ilene Chaiken   | Ilene Chaiken | 8 maart 2009     |